# Municipio de Dovre
El municipio de Dovre (en inglés: Dovre Township) es un municipio ubicado en el condado de Kandiyohi en el estado estadounidense de Minnesota. En el año 2010 tenía una población de 2119 habitantes y una densidad poblacional de 23,74 personas por km².

## Geografía
El municipio de Dovre se encuentra ubicado en las coordenadas 45°11′51″N 95°4′17″O / 45.19750, -95.07139. Según la Oficina del Censo de los Estados Unidos, el municipio tiene una superficie total de 89.26 km², de la cual 70.1 km² corresponden a tierra firme y (21.47%) 19.16 km² es agua.

## Demografía
Según el censo de 2010, había 2119 personas residiendo en el municipio de Dovre. La densidad de población era de 23,74 hab./km². De los 2119 habitantes, el municipio de Dovre estaba compuesto por el 98.16% blancos, el 0.28% eran afroamericanos, el 0.09% eran amerindios, el 0.09% eran asiáticos, el 0.05% eran isleños del Pacífico, el 0.66% eran de otras razas y el 0.66% pertenecían a dos o más razas. Del total de la población el 2.93% eran hispanos o latinos de cualquier raza.